# 奈良県立教育研究所
奈良県立教育研究所（ならけんりつきょういくけんきゅうしょ、英: Nara Prefectural Institute for Educational Research）は、奈良県が設置する教育に関する研究及び教育関係職員の研修を行う機関である。

## 概要
奈良県立教育研究所は奈良県における教育の充実及び振興を図るため1993年前身の奈良県教育センター、奈良県立情報処理教育センター、奈良県立障害児教育センターを廃止して設置される。

## 所在地
- 奈良県立教育研究所 - 奈良県磯城郡田原本町秦庄22-1

## 事業
事業内容は下記の通りである。
1. 教育に関する専門的、技術的事項の調査研究に関すること
2. 教育関係職員の研修に関すること
3. 教育相談に関すること
4. 教育に関する資料の収集及び活用に関すること
5. その他教育研究所の設置目的を達成するために必要な事業

## 沿革
- 1969年（昭和44年）7月 奈良県教育センター開所
- 1972年（昭和47年）6月 奈良県立情報処理教育センター開所
- 1981年（昭和56年）10月 奈良県立障害児教育センター開所
- 1993年（平成5年）4月 奈良県教育センター、奈良県立情報処理教育センター、奈良県立障害児教育センターを廃止し奈良県立教育研究所を設置。

## 組織
- 事務局
- 教育経営部
- 教科教育部
- 教育相談部
- 特別支援教育部
- アドバイザリーチーム
  - 小中学校教育アドバイザリーチーム
  - 県立学校教育アドバイザリーチーム